# Dorf-Güll
Dorf-Güll ist ein Ortsteil der Stadt Pohlheim im mittelhessischen Landkreis Gießen.

## Geografische Lage
Dorf-Güll liegt am Obergermanischen Limes am Rande der Wetterau in Mittelhessen. Im Ort treffen sich die Landesstraßen L3131 und L3135. Im Westen verläuft die Bundesautobahn 5.

## Geschichte

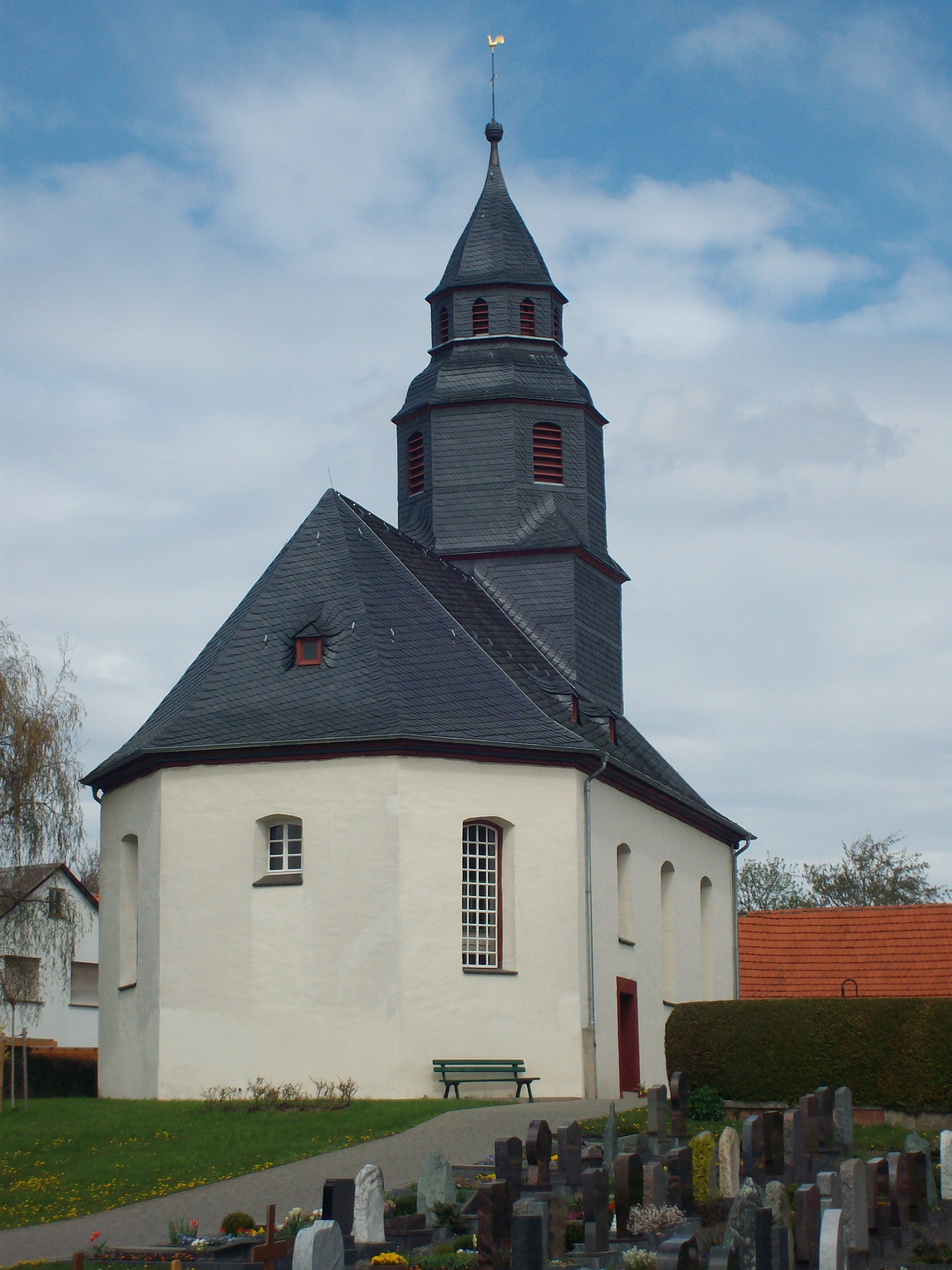
Kirche in Dorf-Güll

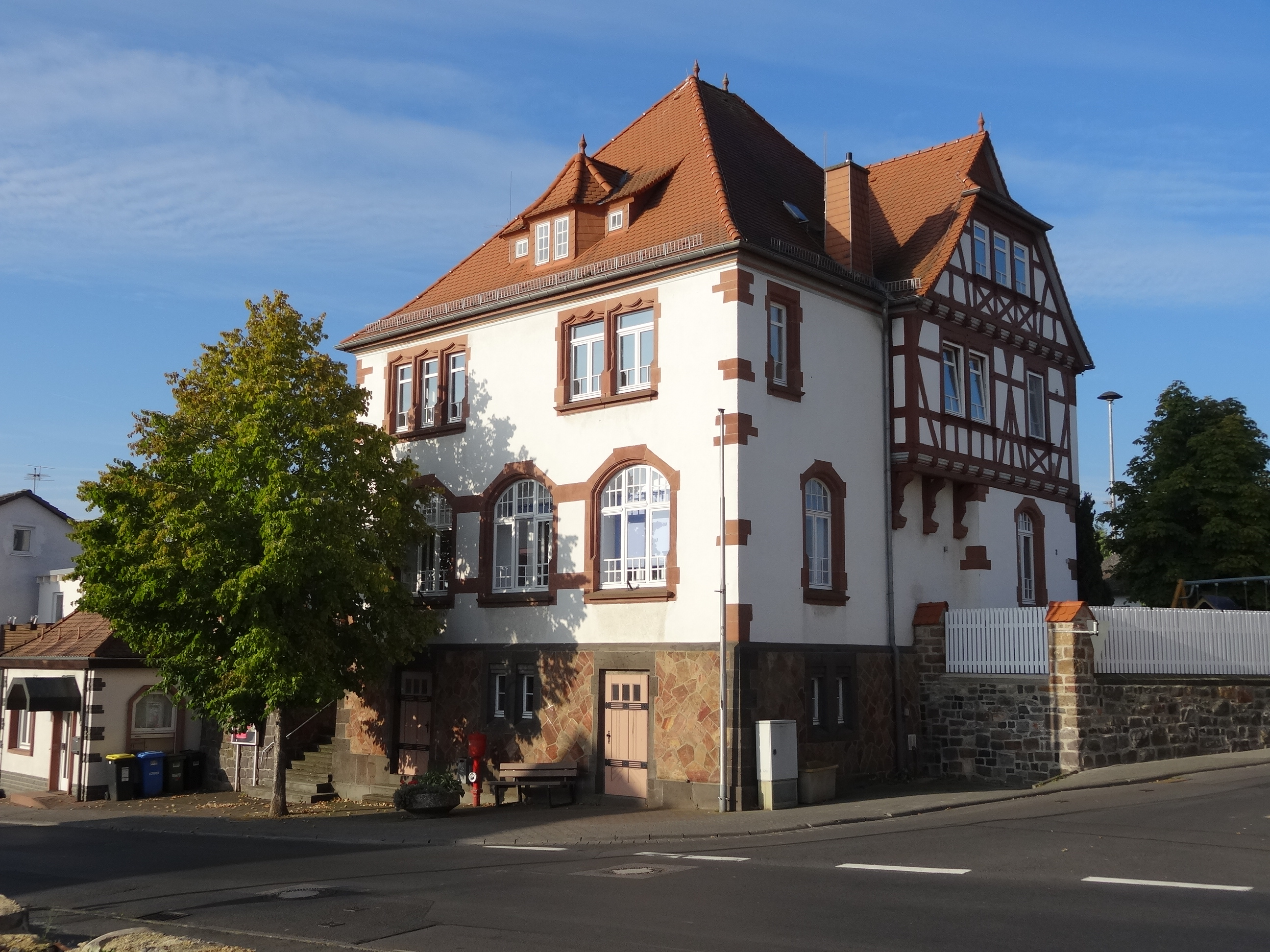
Ehemalige Schule, heutiger Kindergarten

### Ortsgeschichte
Erstmals urkundlich erwähnt wurde das Dorf am 3. Mai 799 im Lorscher Codex.
In weiteren erhaltenen Urkunden wurde der Ort unter den folgenden Namen erwähnt (in Klammern das Jahr der Erwähnung): in duabus villis Gullen et Bercheim (um 750/802; deutsch: in den beiden Dörfern Gullen und Bercheim), in Gullenere marca (799; deutsch: in der Gullener Mark), in Gulliner marca (804), Gulle (1151), Gulle (1152), Oberngulle (1210), Gulle (1330).
1210 wird eine Kapelle im Dorf erwähnt. Die heutige Evangelisch-reformierte Kirche wurde im Jahr 1737 gebaut. 1904 kam eine eigene Schule dazu.
Hessische Gebietsreform (1970–1977)
Die Gemeinde Pohlheim wurde zum 31. Dezember 1970 im Zuge der Gebietsreform in Hessen durch freiwilligen Zusammenschluss der Gemeinden Dorf-Güll, Garbenteich, Grüningen, Hausen, Holzheim und Watzenborn-Steinberg gegründet. Für Dorf-Güll wurde, wie für die übrigen ehemaligen Gemeinden von Pohlheim, ein Ortsbezirk mit Ortsbeirat und Ortsvorsteher nach der Hessischen Gemeindeordnung gebildet.

### Verwaltungsgeschichte im Überblick
Die folgende Liste zeigt die Staaten und Verwaltungseinheiten, denen Dorf-Güll angehört(e):

- vor 1803: Heiliges Römisches Reich, Kurfürstentum Mainz, Unteres Erzstift, Oberamt Höchst und Königstein, Amt und Kellerei Vilbel und Rockenberg, Gebiet der Abtei Arnsburg
- ab 1803: Heiliges Römisches Reich, Fürstentum Solms-Braunfels (durch Reichsdeputationshauptschluss), Amt Hungen
- ab 1806: Großherzogtum Hessen,[Anm. 2] Fürstentum Oberhessen, Amt Hungen (des Fürstentums Solms-Braunfels)[9]
- ab 1815: Großherzogtum Hessen, Provinz Oberhessen, Amt Hungen (des Fürsten Solms-Braunfels)[10]
- ab 1820: Großherzogtum Hessen, Provinz Oberhessen, Amt Hungen[11][Anm. 3]
- ab 1822: Großherzogtum Hessen, Provinz Oberhessen, Landratsbezirk Hungen[Anm. 4]
- ab 1841: Großherzogtum Hessen, Provinz Oberhessen, Kreis Hungen
- ab 1848: Großherzogtum Hessen, Regierungsbezirk Friedberg
- ab 1852: Großherzogtum Hessen, Provinz Oberhessen, Kreis Gießen
- ab 1867: Norddeutscher Bund, Großherzogtum Hessen, Provinz Oberhessen, Kreis Gießen
- ab 1871: Deutsches Reich, Großherzogtum Hessen, Provinz Oberhessen, Kreis Gießen
- ab 1918: Deutsches Reich, Volksstaat Hessen, Provinz Oberhessen, Kreis Gießen
- ab 1938: Deutsches Reich, Volksstaat Hessen, Landkreis Gießen[12][Anm. 5]
- ab 1945: Deutsches Reich, Amerikanische Besatzungszone,[Anm. 6] Groß-Hessen, Regierungsbezirk Darmstadt, Landkreis Gießen
- ab 1946: Deutsches Reich, Amerikanische Besatzungszone, Hessen, Regierungsbezirk Darmstadt, Landkreis Gießen
- ab 1949: Bundesrepublik Deutschland, Hessen, Regierungsbezirk Darmstadt, Kreis Gießen
- ab 1971: Bundesrepublik Deutschland, Hessen, Regierungsbezirk Darmstadt, Kreis Gießen, Gemeinde Pohlheim
- ab 1977: Bundesrepublik Deutschland, Hessen Regierungsbezirk Darmstadt, Lahn-Dill-Kreis, Gemeinde Pohlheim
- ab 1979: Bundesrepublik Deutschland, Hessen, Regierungsbezirk Darmstadt, Landkreis Gießen, Gemeinde Pohlheim
- ab 1981: Bundesrepublik Deutschland, Hessen, Regierungsbezirk Gießen, Landkreis Gießen, Gemeinde Pohlheim

### Gerichte seit 1803
In der Landgrafschaft Hessen-Darmstadt wurde mit Ausführungsverordnung vom 9. Dezember 1803 das Gerichtswesen neu organisiert. Für das Fürstentum Oberhessen (ab 1815 Provinz Oberhessen) wurde das „Hofgericht Gießen“ eingerichtet. Es war für normale bürgerliche Streitsachen Gericht der zweiten Instanz, für standesherrliche Familienrechtssachen und Kriminalfälle die erste Instanz. Übergeordnet war das Oberappellationsgericht Darmstadt. Die Rechtsprechung der ersten Instanz wurde durch die Ämter bzw. Standesherren vorgenommen und somit war für Dorf-Güll ab 1806 das „Patrimonialgericht der Fürsten Solms-Braunfels“ in Hungen und später in Wölfersheim zuständig. Nach der Gründung des Großherzogtums Hessen 1806 wurden die Aufgaben der ersten Instanz 1821–1822 im Rahmen der Trennung von Rechtsprechung und Verwaltung auf die neu geschaffenen Land- bzw. Stadtgerichte übertragen. Ab 1822 ließen die Fürsten Solms-Braunfels ihre Rechte am Gericht durch das Großherzogtum Hessen in ihrem Namen ausüben. „Landgericht Hungen“ war daher die Bezeichnung für das erstinstanzliche Gericht, das für Dorf-Güll zuständig war. Auch auf sein Recht auf die zweite Instanz, die durch die Justizkanzlei in Hungen ausgeübt wurde, verzichtete der Fürst 1823. Erst infolge der Märzrevolution 1848 wurden mit dem „Gesetz über die Verhältnisse der Standesherren und adeligen Gerichtsherren“ vom 15. April 1848 die standesherrlichen Sonderrechte endgültig aufgehoben.
Durch die Neuordnung der Gerichtsbezirke in der Provinz Oberhessen mit Wirkung vom 15. Oktober 1853 kam Dorf-Güll zum Landgericht Lich.
Anlässlich der Einführung des Gerichtsverfassungsgesetzes mit Wirkung vom 1. Oktober 1879, infolge derer die bisherigen großherzoglichen Landgerichte durch Amtsgerichte an gleicher Stelle ersetzt wurden, während die neu geschaffenen Landgerichte nun als Obergerichte fungierten, kam es zur Umbenennung in „Amtsgericht Lich“ und Zuteilung zum Bezirk des Landgerichts Gießen.
Am 1. Juni 1934 wurde das Amtsgericht Lich aufgelöst und Dorf-Güll dem Amtsgericht Gießen zugeteilt.

## Bevölkerung
Einwohnerstruktur 2011
Nach den Erhebungen des Zensus 2011 lebten am Stichtag dem 9. Mai 2011 in Dorf-Güll 1356 Einwohner. Darunter waren 27 (2,0 %) Ausländer. Nach dem Lebensalter waren 297 Einwohner unter 18 Jahren, 522 zwischen 18 und 49, 327 zwischen 50 und 64 und 310 Einwohner waren älter. Die Einwohner lebten in 510 Haushalten. Davon waren 117 Singlehaushalte, 147 Paare ohne Kinder und 186 Paare mit Kindern, sowie 51 Alleinerziehende und 6 Wohngemeinschaften. In 90 Haushalten lebten ausschließlich Senioren und in 357 Haushaltungen lebten keine Senioren.
Einwohnerentwicklung
| Dorf-Güll: Einwohnerzahlen von 1830 bis 2011 | Dorf-Güll: Einwohnerzahlen von 1830 bis 2011 | Dorf-Güll: Einwohnerzahlen von 1830 bis 2011 | Dorf-Güll: Einwohnerzahlen von 1830 bis 2011 | Dorf-Güll: Einwohnerzahlen von 1830 bis 2011 |
| --- | -------------------------------------------- | -------------------------------------------- | -------------------------------------------- | -------------------------------------------- |
| Jahr |                                              |                                              |                                              | Einwohner                                    |
| 1830 | 1830                                         |                                              | 350                                          | 350                                          |
| 1834 | 1834                                         |                                              | 365                                          | 365                                          |
| 1840 | 1840                                         |                                              | 349                                          | 349                                          |
| 1846 | 1846                                         |                                              | 379                                          | 379                                          |
| 1852 | 1852                                         |                                              | 396                                          | 396                                          |
| 1858 | 1858                                         |                                              | 371                                          | 371                                          |
| 1864 | 1864                                         |                                              | 395                                          | 395                                          |
| 1871 | 1871                                         |                                              | 359                                          | 359                                          |
| 1875 | 1875                                         |                                              | 381                                          | 381                                          |
| 1885 | 1885                                         |                                              | 407                                          | 407                                          |
| 1895 | 1895                                         |                                              | 411                                          | 411                                          |
| 1905 | 1905                                         |                                              | 402                                          | 402                                          |
| 1910 | 1910                                         |                                              | 424                                          | 424                                          |
| 1925 | 1925                                         |                                              | 437                                          | 437                                          |
| 1939 | 1939                                         |                                              | 433                                          | 433                                          |
| 1946 | 1946                                         |                                              | 757                                          | 757                                          |
| 1950 | 1950                                         |                                              | 740                                          | 740                                          |
| 1956 | 1956                                         |                                              | 609                                          | 609                                          |
| 1961 | 1961                                         |                                              | 612                                          | 612                                          |
| 1967 | 1967                                         |                                              | 660                                          | 660                                          |
| 1980 | 1980                                         |                                              | ?                                            | ?                                            |
| 1990 | 1990                                         |                                              | ?                                            | ?                                            |
| 2000 | 2000                                         |                                              | ?                                            | ?                                            |
| 2011 | 2011                                         |                                              | 1.356                                        | 1.356                                        |
| Datenquelle: Historisches Gemeindeverzeichnis für Hessen: Die Bevölkerung der Gemeinden 1834 bis 1967. Wiesbaden: Hessisches Statistisches Landesamt, 1968. Weitere Quellen: Zensus 2011 |                                              |                                              |                                              |                                              |

Einwohnerstruktur 2020
2020 hatten 1.373 Personen ihren Hauptwohnsitz und 53 Personen ihren Nebenwohnsitz in Dorf-Güll gemeldet. Somit waren 1.426 Wohnsitze in Dorf-Güll gemeldet (Stand: 31. Dezember 2020). Der Ausländeranteil lag mit 95 Personen bei 6,7 %.

Historische Religionsstatistik
 Quelle: Historisches Ortslexikon
| • 1830: | 350 evangelische (= 100 %) Einwohner        |
| • 1961: | 493 evangelische, 115 katholische Einwohner |

Historische Erwerbstätigkeit
| • 1961: | Erwerbspersonen: 151 Land- und Forstwirtschaft, 105 prod. Gewerbe, 21 Handel, Verkehr und Nachrichtenübermittlung sowie 39 Dienstleistungen und Sonstiges |

## Vereine
In Dorf-Güll gibt es eine Dorfgemeinschaft (ehemals Vereinsgemeinschaft), die aktiv das Dorfleben mitgestaltet. Als Mitglieder zählen 15 Vereine und Gruppen, die in Dorf-Güll tätig sind. Unter anderem gehören die Freiwillige Feuerwehr, der Gesangverein, der Sportverein und die Tragerlfreunde der Dorfgemeinschaft an.

## Jubiläen mit großen Festen
- 1999: 1200-Jahr-Feier mit großem Festwochenende und stehendem Festzug. Als Künstler waren Jürgen Drews und der Schlagersänger Ibo da. Dorf-Güll wurde in diesem Jahr 1200 Jahre alt. Jürgen Drews reiste bereits 1998 nach Dorf-Güll. Ein Jahr früher als geplant. Als sein Management vor Ort war, stellte man fest, dass nirgendwo im Ort ein Festzelt stand. Als man sich im Ort umhörte, stelle man fest, dass man ein Jahr zu früh war. Jürgen Drews kam trotzdem, spielte in der voll besetzten Kneipe „Zur alten Scheune“ auf seinem Banjo ein paar Lieder. Zudem waren zwei Pferde in der Nähe und Pferdeliebhaberin Ramona Drews ritt ein paar Meter durch Dorf-Gülls Hauptstraße.
- 2004:  60 jähriges Bestehen der Freiwilligen Feuerwehr Dorf-Güll mit Kreisfeuerwehrverbandstag und großem Festwochenende. Als Künstler trat Jürgen Drews auf. 2000 Gäste besuchten die Veranstaltung an diesem Abend.
- 2024: 1225-Jahr-Feier. Dorf-Güll wird in diesem Jahr 1225 Jahre alt.

## Regelmäßige Veranstaltungen
- Faschingsball (Dorfgemeinschaft e. V.)
- Sonnenwendfeuer (Freiwillige Feuerwehr Dorf-Güll e. V.)
- Sommerfest (Obst- und Gartenbauverein Dorf-Güll e. V.)
- Seebornfest (Tragerlfreunde)
- Weinfest (Obst- und Gartenbauverein Dorf-Güll e. V.)
- 3. Oktober Äpfel keltern (Obst- und Gartenbauverein Dorf-Güll e. V.)
- Erntedankfest (Obst- und Gartenbauverein Dorf-Güll e. V. und Landfrauen Dorf-Güll)
- Weihnachtszauber (Dorfgemeinschaft e. V.)

## Söhne und Töchter des Ortes
- Heinrich Sames (1865–1939), hessischer Landtagsabgeordneter (DDP)
- Felix Döring (* 1991), Bundestagsabgeordneter (SPD)